# Smilisca fodiens
Smilisca fodiens és una espècie de granota que viu a Mèxic i als Estats Units.
Està amenaçada d'extinció per la pèrdua del seu hàbitat natural.